# Wyatt Earp (film)

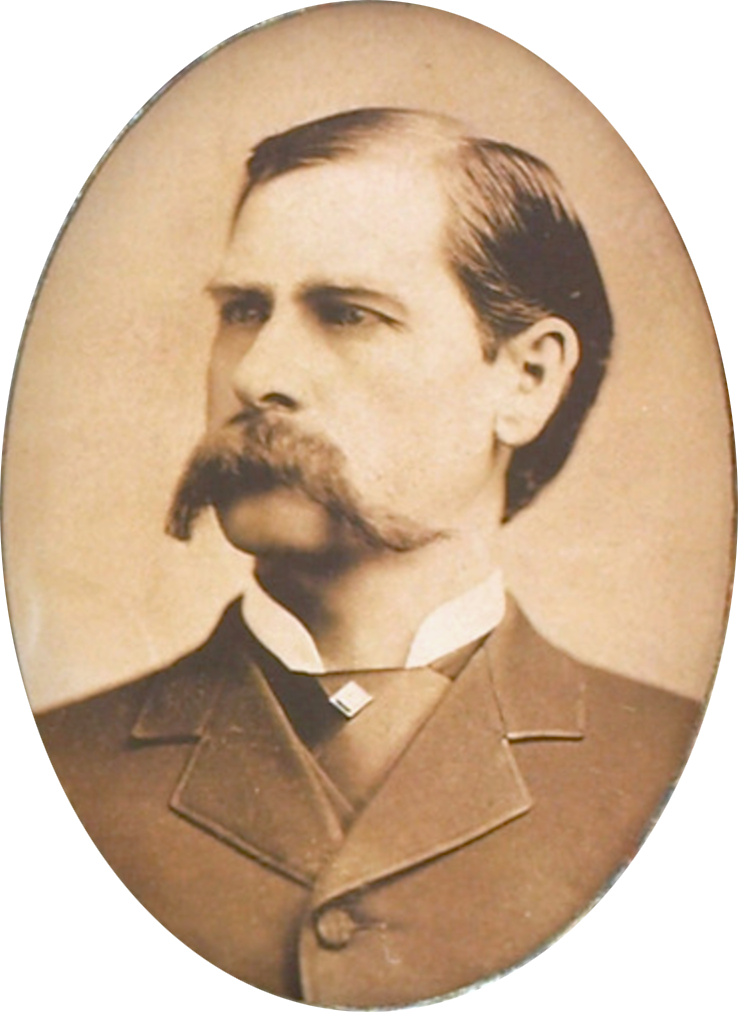
De film beschrijft het levensverhaal van Wyatt Earp

Wyatt Earp is een Amerikaanse western film uit 1994 van Lawrence Kasdan die is geschreven door hem en Dan Gordon. De film beschrijft het leven van Wyatt Earp, een sheriff uit het Wilde Westen.
Wyatt Earp 'won' Golden Raspberry Awards voor slechtste herverfilming en slechtste acteur (hoofdrolspeler Kevin Costner) en werd daarnaast genomineerd voor slechtste film, slechtste regisseur en slechtste filmduo. Daarentegen werd Owen Roizman genomineerd voor een Oscar voor zijn camerawerk.
De film was geen financieel succes: in de Verenigde Staten bedroeg de opbrengst $25.052.000.

## Verhaal
De film beschrijft het levensverhaal van Wyatt Earp. Hij wordt streng opgevoed en krijgt uiteindelijk een gezin. Zijn vrouw sterft aan tyfus, waardoor hij uiteindelijk steeds meer alcohol gaat drinken. Door te jagen probeert hij geld te verdienen.
Earp wordt sheriff in een stad. De veiligheid in de stad neemt sterk toe en ondertussen probeert hij geld bij te verdienen door te gokken.

## Rolverdeling
| Acteur              | Personage       |
| ------------------- | --------------- |
| Hoofdrollen         |                 |
| Kevin Costner       | Wyatt Earp      |
| Dennis Quaid        | Doc Holliday    |
| Gene Hackman        | Nicholas Earp   |
| Bijrollen           |                 |
| David Andrews       | James Earp      |
| Linden Ashby        | Morgan Earp     |
| Jeff Fahey          | Ike Clanton     |
| Joanna Going        | Josie Marcus    |
| Mark Harmon         | Johnny Behan    |
| Michael Madsen      | Virgil Earp     |
| Catherine O'Hara    | Allie Earp      |
| Bill Pullman        | Ed Masterson    |
| Isabella Rossellini | Big Nose Kate   |
| Tom Sizemore        | Bat Masterson   |
| JoBeth Williams     | Bessie Earp     |
| Mare Winningham     | Mattie Blaylock |
| Adam Baldwin        | Tom McLaury     |

## Prijzen en nominaties
De film viel in 1995 drie maal in de prijzen en is vier keer genomineerd:

### Prijzen
Positieve prijzen
- Spur Award: Beste drama scenario: Lawrence Kasdan en Dan Gordon

Negatieve prijzen
- Golden Raspberry Award: Slechtste acteur: Kevin Costner
- Golden Raspberry Award: Slechtste herverfilming of vervolg

### Nominaties
Positieve nominaties
- Oscar: Beste cinematografie: Owen Roizman
- ASC Award: Beste prestatie cinematografie: Owen Roizman

Negatieve nominaties
- Golden Raspberry Award: Slechtste regisseur: Lawrence Kasdan
- Golden Raspberry Award: Slechtste film

## Trivia
- De film is opgenomen in New Mexico, South Dakota en Port Angeles (Washington).